# 뷰티풀 수프 (HTML 파서)
뷰티풀 수프(Beautiful Soup)는 HTML과 XML 문서들의 구문을 분석하기 위한 파이썬 패키지이다. HTML로부터 데이터를 추출하기 위해 사용할 수 있는 파싱된 페이지의 파스 트리를 만드는데, 이는 웹 스크래핑에 유용하다.
뷰티풀 수프는 이 프로젝트를 계속 기여하고 있는 Leonard Richardson이 시작하였다. 추가적인 지원은 오픈 소스 유지보수를 위한 유료 구독형인 Tidelift의 지원을 받는다.
파이썬 2.7과 파이썬 3용으로 사용 가능하다.

## 예시 코드
```
#!/usr/bin/env python3

# Anchor extraction from HTML document

from
 
bs4
 
import
 
BeautifulSoup

from
 
urllib.request
 
import
 
urlopen

with
 
urlopen
(
'https://en.wikipedia.org/wiki/Main_Page'
)
 
as
 
response
:

    
soup
 
=
 
BeautifulSoup
(
response
,
 
'html.parser'
)

    
for
 
anchor
 
in
 
soup
.
find_all
(
'a'
):

        
print
(
anchor
.
get
(
'href'
,
 
'/'
))

```